# My Dog Skip
My Dog Skip is een Amerikaanse film uit 2000 onder regie van Jay Russell. Het is een boekverfilming van een boek van Willie Morris.

## Verhaal
De verlegen Willie krijgt voor zijn verjaardag een puppy. Die puppy wordt er geliefd en hierdoor krijg Willie ook vrienden. Ook wordt hij steeds meer volwassen als er dingen gaan gebeuren.

## Rolverdeling
| Acteur          | Personage           |
| --------------- | ------------------- |
| Frankie Muniz   | Willie Morris       |
| Diane Lane      | Ellen Morris        |
| Luke Wilson     | Dink Morris         |
| Kevin Bacon     | Jack Morris         |
| Bradley Coryell | 'Big Boy' Wilkinson |
| Cody Linley     | Spit McGee          |
| Enzo            | Jongere Skip        |
| Moose           | Oudere Skip         |